# Edwin Myers
Edwin Myers (Hinsdale, 18 de diciembre de 1896-Evanston, 31 de agosto de 1978) fue un atleta estadounidense, especialista en la prueba de salto con pértiga en la que llegó a ser medallista de bronce olímpico en 1920.

## Carrera deportiva
En los JJ. OO. de Amberes 1920 ganó la medalla de bronce en el salto con pértiga, con un salto por encima de 3.60 metros, siendo superado por su compatriota Frank Foss (oro con 4.09 m que fue récord del mundo) y el danés Henry Petersen (plata con 4.70 metros).